# Filosofía de la educación
La filosofía de la educación es una disciplina relativamente moderna que estudia el fenómeno educativo y las teorías sobre el mismo desde una perspectiva racional, con el deseo de ofrecer una explicación definitiva sobre la educación humana y su pedagogía de enseñanza.
Aunque se trata de algo reciente, se pueden encontrar elementos y anticipaciones de filosofía de la educación en la Antigüedad y la Edad Media, en autores como Platón, Aristóteles, San Agustín y Santo Tomás. En el mundo moderno tienen importancia una serie de estudiosos que preparan el nacimiento de la pedagogía, como Luis Vives, y de nuevas teorías educativas, como Rousseau, Herbart, Dewey, Piaget, Maritain y otros autores.

## Delimitación y definiciones
La filosofía de la educación se define como la disciplina encargada de los fines y funciones de la educación, como forma de reflexión crítica y justificación de los propósitos de la educación. Ferrater Mora desde un enfoque del fin de la educación normativo, define el objeto de la Filosofía de la Educación como “…el examen de los fines de la educación” (Ferrater.1941, p.25).
Chávez Rodríguez considera que:

el objeto de estudio de la Filosofía de la Educación se puede enmarcar en dos posiciones. En el primero de los casos considera que la Filosofía de la Educación es una derivación conceptual más o menos sistemática de una filosofía o sistema filosófico general, que se aplica en la educación, el segundo parte del principio de que es un pensamiento orgánico y sistemático que trata de fundamentar desde la misma educación, pero en un marco más amplio y profundo, las prácticas educativas o de lanzar hipótesis y objetivos nuevos de la educación, así como, fundamentar prácticas novedosas
Chávez.2006, p.65

Se relaciona con diversas disciplinas, especialmente con aquellas que son estudiadas bajo el nombre de ciencias de la educación: la pedagogía, la psicología, la didáctica, la sociología, la antropología, la ética.

## Orígenes y precursores
La filosofía de la educación tiene su origen remoto en el mundo antiguo, sobre todo en autores como Platón y Aristóteles, que hablaron continuamente de la educación humana y del modo ideal en el que debería ser formado el niño para entrar a formar parte de la vida social. También el mundo cristiano y medieval cuenta con autores como Clemente de Alejandría, san Agustín o santo Tomás de Aquino, que abordaron las temáticas educativas desde ideas filosóficas y teológicas.
A partir del Renacimiento y en los inicios de la Edad Moderna se produjo un amplio desarrollo de teorías educativas. Luis Vives, Erasmo de Róterdam, Comenio, Jean-Jacques Rousseau, John Locke, Immanuel Kant, Fröbel, y otros autores, ofrecieron diversas reflexiones sobre la educación del hombre y sobre el camino que lo llevaría a su perfeccionamiento como individuo y como miembro de la sociedad.

## Principales corrientes y autores del mundo contemporáneo
La filosofía de la educación ha visto un amplio desarrollo durante el siglo XX. De modo especial, en la segunda mitad de ese siglo contó con autores que le dieron una impronta particular. Entre ellos cabe mencionar a Richard Stanley Peters, Octavi Fullat i Genís, José Gimeno Sacristán, Antoni J. Colom Cañellas, Jaume Sarramona López, Fernando Bárcena Orbe, David Carr, Juan Delval, Edgar Morin, T. W. Moore, Carlos Cullen.
La filosofía para niños puede ser considerada como uno de los desarrollos de la filosofía de la educación contemporánea.